# 但漢章
但漢章（フレッド・タン、1949年1月1日 - 1990年3月7日）は、台湾高雄市出身の映画監督、脚本家、映画評論家である。台湾映画監督協会の創設者。

## 経歴
国立台湾大学法律系に在学中から映画評論を発表し、卒業後に雑誌『影響』の編集者となる。1975年にアメリカ合衆国へ移り住む。カリフォルニア大学ロサンゼルス校で美術学修士号を取得し、『中国時報』ハリウッド支局で映画批評を執筆する。1978年、香港映画『空山霊雨』『山中傳奇』で胡金銓の助監督を務めた。1985年、アメリカ合衆国の市民権を取得。映画製作のために台湾へ戻り、1986年の『暗夜』以降、生涯で3本の長編作品を残す。1990年3月7日、台北の台北栄民総医院で死去した。

## フィルモグラフィー
- 暗夜 Dark Night（1986年）
- 離魂 Split of the Spirit（1987年）
- 怨女 Rouge of the North（1988年）